# Haplophthalmus
Haplophthalmus is een geslacht van landpissebedden uit de familie Trichoniscidae. De wetenschappelijke naam van het geslacht is voor het eerst geldig gepubliceerd in 1860 door Josef Schöbl.
Schöbl, die studeerde in Praag, beschreef de soort Haplophthalmus elegans (= synoniem van Haplophthalmus mengei (Zaddach, 1844), de kleiribbel). Hij vond deze diertjes in de omgeving van Karlstein in Bohemen. Opvallend aan deze dieren vond hij de "buitengewone traagheid van al hun bewegingen", die bij geen enkele andere soort van landpissebedden voorkwam.
De kleiribbel en de veenribbel H. danicus, beschreven door Budde-Lund in 1879 en die ook in Nederland voorkomt, waren lange tijd de enige bekende soorten uit Midden-Europa. Inmiddels zijn ongeveer zestig soorten bekend uit Europa en Noord-Afrika.